# 울산문화방송
울산문화방송주식회사(蔚山文化放送株式會社, 약칭 울산MBC)는 울산과 경남 동부권 양산 일부, 경북 경주 일부, 부산 기장 일부를 가시청권으로 하는 대한민국의 지상파 TV·라디오 방송국이다. 호출 부호는 HLAU이다.
1968년 4월 10일 울산민간방송회사(약칭 UBC)라는 이름으로 AM라디오 방송을 개국하여 오늘날에 이르고 있다.
울산광역시의 축제중에서 동구, 정자해수욕장, 문수구장 등에서 열리는 음악 축제인 Summer Festival을 2003년부터 열고 있다. 또 2006년 서덕출 창작동요제도 주최, 주관하에 개최되고 있다.

## 연혁

### 1960년대
- 1967년 11월 10일 : 울산민간방송(주식회사) 무선국 가허가.
- 1967년 11월 30일 : 울산민간방송(주식회사) 설립 발기.
- 1967년 12월 11일 : 회사등기, 대표이사 고기업 취임.
- 1968년 3월 14일 : 호출부호를 HLAU로 변경.
- 1968년 3월 15일 : 시험전파 발사.
- 1968년 4월 8일 : 상업방송 무선국 가허가.
- 1968년 4월 10일 : 울산민간방송주식회사(UBC) 개국[1] (AM 라디오).
- 1968년 8월 20일 : 울산민간방송(주식회사) 텔레비전 중계소 가허가.
- 1969년 3월 6일 : 회사 명을 영남방송주식회사로 변경.
- 1969년 7월 7일 : 주파수를 850㎑로 변경

### 1970년대
- 1970년 1월 27일 : 대표이사 정택락 취임.
- 1971년 1월 17일 : 본사 연주소 이전 (울산시 신정동 1265-5).
- 1971년 1월 25일 : 신정동 사옥 준공(1265-5번지) 및 TV중계소 개소 (호출 부호 HLAU-TV, 출력 1㎾, CH 2).
- 1971년 10월 1일 : 회사 명을 울산문화방송(주)로 변경 및 정식 공고 (식별 부호 MBC).
- 1978년 11월 23일 : 주파수를 846㎑로 변경
- 1979년 8월 20일 : 서울 사무소 설치.

### 1980년대
- 1981년 2월 16일 : 대표이사 유달훈
- 1983년 9월 1일 : FM방송 개국(호출 부호 HLAU-FM, 출력 1㎾, 주파수 FM 98.7㎒).
- 1985년 9월 1일 : TV연주소 개국(UHF 33).
- 1986년 4월 5일 : 학성동 신사옥 준공 및 현주소 이전.
- 1988년 8월 17일 : 울산MBC 노동조합 결성.

### 1990년대
- 1991년 1월 15일 : 송신소 자동화 시스템 도입 운용.
- 1994년 5월 21일 : 일본의 TV 야마구치(TYS)와 제휴 협력 체결.
- 1999년 11월 11일 : 표준FM방송 개국(호출 부호 HLAU-SFM, 출력 1㎾, 주파수 FM 97.5㎒).

### 2000년대
- 2001년 5월 8일 : 인터넷 방송(VOD, AOD) 서비스 개시.
- 2001년 11월 1일 : 라디오 자동 송출 개시.
- 2004년 5월 19일 : 일본 오카야마 방송과 우호 협력 체결.
- 2004년 5월 21일 :  중국 랴오닝 전시대(텔레비전 방송국)와 우호 협력 체결.
- 2004년 7월 30일 : DTV 방송국 개국.
- 2006년 4월 22일 : 제1회 서덕출 창작동요제 개최.

### 2010년대
- 2012년 8월 16일 : 지상파 아날로그 텔레비전 방송 종료
- 2013년 6월 7일 : 윤길용 사장 취임.
- 2013년 7월 17일 : 울산지역 디지털 주파수 재배치 완료
- 2016년 3월 2일 : 제16대 대표이사 사장 윤길용 (중임)
- 2017년 3월 6일 : 제17대 대표이사 사장 조상휘 취임
- 2017년 12월 29일 : 울산MBC UHD 방송 개국.서울 본사의 UHD 방송.
- 2018년 1월 26일 : 제18대 대표아서 사장 최병윤 사장 취임

### 2020년대
- 2022년 11월 8일 : AM 라디오 운용 일시 휴지(846kHz, 10kW). FM방송 전환.
- 2023년 5월 8일 : AM 라디오 송출 종료(846kHz, 10kW).[2]

## TV 방송
1971년 1월 25일 TV 중계소를 개국하였고, 1985년 9월 1일 TV연주소 정식으로 개국하였다. 2004년 7월 30일에 디지털TV방송을 개국하였으며, 2012년 8월 16일 지상파 아날로그 텔레비전 방송 종료했다.

### 프로그램
보도
| 프로그램 명              | 방송 시간             | 편성 시간                                                     | 진행                        |
| ------------------------ | --------------------- | ------------------------------------------------------------- | --------------------------- |
| MBC 뉴스투데이 울산      | 월~금 30분            | 07:20 ~ 07:50                                                 | 이관열, 박성은              |
| 930 MBC 뉴스 울산        | 월~금 10분            | 09:30 ~ 09:40                                                 | 박성은                      |
| MBC 5시 뉴스와 경제 울산 | 월~금 10분            | 17:05 ~ 17:15                                                 | 배윤호                      |
| MBC 뉴스데스크 울산      | 월~금 20분 토~일 15분 | 20:25 ~ 20:40 (월~목) 20:00 ~ 20:20 (금) 20:20 ~ 20:35 (주말) | 김연경 (평일) 무작위 (주말) |

교양·예능
- 테마기행 길
- MBC 가요베스트
- 건강UP! 울산UP!
- 경성판타지
- 전국이 보인다
- JUMP 울산
- 울트라
- 액션캠
- 사람, 산

특집 프로그램
- 고복수 가요제
- 서덕출 창작동요제
- 숲속 음악회

### 방송 송출 시설망
- 호출 부호 : HLAU-DTV
- 가상 채널 : 11-1

| 송신소        | UHD      | UHD  | HD                             | HD    | 송신소 위치                   | 비고          |
| 송신소        | 물리채널 | 출력 | 물리채널                       | 출력  | 송신소 위치                   | 비고          |
| ------------- | -------- | ---- | ------------------------------ | ----- | ----------------------------- | ------------- |
| 무룡산 송신소 | CH 29    | 5kW  | CH 34                          | 2.5㎾ | 울산 북구 연암동 산1-5        | UHD:부산 송출 |
| 미포 중계소   |          |      | CH 45                          | 20W   | 울산 동구 동부동 산190 봉대산 |               |
| 문수산 중계소 | CH 22    | 90W  | 울산 울주군 청량읍 율리 산339  |       |                               |               |
| 언양 중계소   | CH 45    | 20W  | 울산 울주군 삼남읍 교동리 산90 |       |                               |               |
| 웅상 중계소   | CH 44    | 20W  | 경남 양산시 소주동 산168       |       |                               |               |

아날로그TV
- 호출부호 : HLAU-TV

| 송신소        | 채널  | 출력 | 송신소 위치                      |
| ------------- | ----- | ---- | -------------------------------- |
| 무룡산 송신소 | CH 33 | 10㎾ | 울산 북구 연암동 산1-5           |
| 미포 중계소   | CH 51 | 100W | 울산 동구 동부동 산190 봉대산    |
| 은월 중계소   | CH 8  | 100W | 울산 남구 신정1동 산107-2 은월봉 |
| 언양 중계소   | CH 31 | 100W | 울산 울주군 삼남읍 교동리 산90   |
| 웅상 중계소   | CH 46 | 100W | 경남 양산시 소주동 산168         |

## 라디오 방송
1968년 4월 10일 경남 지역에서는 마산문화방송, 진주문화방송 이어서 세 번째이자 울산지역 최초의 민영방송사인 울산민간방송(주)로 출범하면서 라디오 방송의 역사가 시작되었다. 현재 AM라디오 1채널, FM라디오 2채널을 운영하고 있으며, 울산과 경남 양산, 경북 경주 일부를 가청권역으로서 방송중이다.

### 프로그램

#### 울산MBC 라디오
| 프로그램명                     | 방송 시간                     | 진행자         |
| ------------------------------ | ----------------------------- | -------------- |
| MBC 정오종합뉴스 울산          | 평일 낮 12시 15분 ~ 12시 20분 | 이관열         |
| 이관열, 이남미의 확깨는 라디오 | 평일 오후 2시 5분 ~ 오후 4시  | 이관열, 이남미 |
| 울산MBC 뉴스 (1500)            | 평일 오후 3시 ~ 3시 5분       | 김연경         |
| 김연경의 퇴근길 톡톡           | 평일 저녁 6시 5분 ~ 7시       | 김연경         |

#### 울산MBC FM4U
| 프로그램명                 | 요일  | 시간  | 진행자 |
| -------------------------- | ----- | ----- | ------ |
| 굿모닝FM 조문주입니다      | 월~금 | 120분 | 조문주 |
| 정오의 희망곡 박성은입니다 | 월~금 | 120분 | 박성은 |

### 방송 송출 시설망
| 울산MBC 라디오 | 울산MBC 라디오 | 울산MBC 라디오 | 울산MBC 라디오 | 울산MBC 라디오         | 울산MBC 라디오                                                       |
| 송신소         | 주파수         | 출력           | 호출부호       | 송신소 위치            | 방송구역                                                             |
| -------------- | -------------- | -------------- | -------------- | ---------------------- | -------------------------------------------------------------------- |
| 무룡산 송신소  | FM 97.5㎒      | 1㎾            | HLAU-SFM       | 울산 북구 연암동 산1-5 | 울산광역시 일원, 부산광역시 일부, 경남 양산시 일부, 경북 경주시 일부 |
| 울산MBC FM4U   |                |                |                |                        |                                                                      |
| 송신소         | 주파수         | 출력           | 호출부호       | 송신소 위치            | 방송구역                                                             |
| 무룡산 송신소  | FM 98.7㎒      | 3㎾            | HLAU-FM        | 울산 북구 연암동 산1-5 | 울산광역시 일원, 부산광역시 일부, 경남 양산시 일부, 경북 경주시 일부 |

## 로고송
- FM4U에서는 'FM 98.7MHz 울산MBC FM4U입니다. HLAU'이라는 멘트가 나온 뒤 '심심할 땐(에~) 답답할 땐(오~) 짜증날 때(What?) 기분이 황당할 때 맞춰보자(보자) 놀아보자(보자) MBC FM4U!' 로고송이 나온다.
- 표준FM에서는 '표준FM 97.5MHz 여러분의 울산문화방송입니다. HLAU-SFM'이라는 멘트가 나온 뒤 '밝은 소식 유익한 정보 울산문화방송' 로고송이 나온다.
- FM4U에서는 '98.7MHz 울산MBC FM방송입니다. HLAU-MBC FM'이라는 멘트가 나온 뒤 '밝은 소식 유익한 정보 울산문화방송' 로고송이 나온다.

## 라디오 시보 멘트
- 표준FM 97.5MHz 여러분의 울산문화방송입니다. HLAU-SFM (울산MBC 표준FM)
- 98.7MHz 울산MBC FM방송입니다. HLAU-MBC FM (울산MBC FM4U)

## 아나운서
- 배윤호 (1996년 입사)
- 이관열 (2002년 입사)
- 김연경 (2005년 입사)
- 박성은 (2019년 입사)

## 보도국
- 서하경 보도국장

- 취재부 -
- 이돈욱 취재부장
- 이상욱 국장
- 조창래 국장
- 유영재 부장
- 유희정 기자
- 최지호 기자
- 이용주 기자
- 정인곤 기자
- 이다은 기자

- 영상부 -
- 최창원 영상부장
- 김능완 국장
- 전상범 차장
- 최영 기자

## 역대 연중캠페인
- 2003년: 작은배려가 밝은 울산을 만듭니다.
- 2004년: 태화강, 울산의 생명입니다.
- 2005년: 친절 인사 미소, 우리의 얼굴입니다.
- 2006년: 태화강, 울산시민의 고향입니다.
- 2007년: 울산의 힘, 이제는 세계로!
- 2008년: 르네상스 울산, 문화로 디자인하자
- 2009년: 아이의 웃음소리, 미래의 에너지입니다.
- 2011년: 산, 강, 바람, 소중한 자산입니다.
- 2012년: 땀으로 일군 50년, 울산을 사랑합니다.
- 2013년: 함께 잡는 따뜻한 손, 함께 가는 희망 울산
- 2014년: 다시 뛰는 울산, 경제가 희망이다.
- 2015년: 안전도시 울산, 행복의 시작
- 2016년: 힘내라 울산, MBC가 함께합니다.
- 2017년: 광역시 20년 다시 희망으로
- 2018년: 열정 50년 희망 100년
- 2019년: 믿어요 울산! 우리는 할 수 있습니다!
- 2020년: 울산을 자랑합시다!
- 2021년: 행복 울산, 안전이 시작입니다.
- 2022년: 친절한 울산MBC로 다가가다
- 2023년: 시민과 함께, 시청자와 함께